# ヴァイオリン協奏曲第2番 (サン＝サーンス)
ヴァイオリン協奏曲第2番ハ長調 作品58は、カミーユ・サン＝サーンスが1858年に作曲した最初のヴァイオリン協奏曲であるが、イ長調協奏曲（第1番）に遅れて1879年に出版されたため、番号上2番目のヴァイオリン協奏曲となった。初演は1860年に友人の画家・ヴァイオリニストのアシル・ディアン (Achille Dien) の独奏で行われたが、その後ほとんど演奏されず、1880年にピエール・マルシックの独奏でコンセール・ポピュレールの演奏会において「第2協奏曲」として再演された。作品はディアンに献呈されている。
サン＝サーンスが書いた最初の本格的な協奏曲である。他の協奏曲と比べ、ヴィルトゥオーゾ風の要素が強い作品で、独奏には技巧的なパッセージが終始盛り込まれ華やかな演奏効果が狙われている。しかし管弦楽の表情も多彩で、のちの作品につながる要素も見ることができる。

## 楽器編成
独奏ヴァイオリン、フルート2、オーボエ2、クラリネット2、ファゴット2、ホルン2、トランペット2、トロンボーン3（第2楽章のみ）、ハープ（第2楽章のみ）、ティンパニ、弦五部

## 構成
曲は3楽章からなる。演奏時間は25分から30分程度。
- 第1楽章 Allegro moderato e maestoso - a tempo piu allegro
ハ長調、12/8拍子。ソナタ形式。フェリックス・メンデルスゾーンのヴァイオリン協奏曲同様、冒頭から管弦楽の伴奏の上に独奏ヴァイオリンが主題を奏して始まる。管弦楽が複数の副主題を提示した後、第2主題はホ長調で提示される。再現部はかなり変形が加えられ、ヴァイオリンがより主導的になっている。終盤には型通りのカデンツァが挿入され、その後半において管弦楽が徐々に加わりコーダに到る。
- 第2楽章 Andante espressivo
イ短調、2/4拍子。三部形式。ハープと3本のトロンボーンが加わり、独奏が憂いを帯びた旋律を歌う。ハ長調の中間部は活動的になり、金管楽器のファンファーレで締めくくられる。主部の再現では独奏のオクターヴ奏法が強調され、技巧的な盛り上がりが作られる。次の楽章に切れ目なく続く。
- 第3楽章 Allegro scherzando quasi allegretto
ハ長調、2/4拍子。ロンド形式。独奏が終始その技巧を発揮する、活発なフィナーレ。所々に現れるシンコペーションが特徴的である。規模の大きいコーダにはフガートが導入され、速度を速めて結ばれる。